# Verhnyeivanajevo
Verhnyeivanajevo (orosz betűkkel: Верхнеиванаево, baskír nyelven: Үрге Иванай) falu Oroszországban, a Baskír Köztársaságban, a Baltacsevói járásban.

## Népesség
- 2002-ben 295 lakosa volt, melynek 83%-a mari.
- 2010-ben 296 lakosa volt.